# Siphonochalina lyrata
Siphonochalina lyrata är en svampdjursart som först beskrevs av Jean-Baptiste Lamarck 1814.  Siphonochalina lyrata ingår i släktet Siphonochalina och familjen Callyspongiidae.
Artens utbredningsområde är Indiska oceanen. Inga underarter finns listade i Catalogue of Life.